# 阿卜杜勒卡里姆·古拉莫夫
阿卜杜勒卡里姆·库尔班阿利约维奇·古拉莫夫（烏克蘭語：Абдулкарім Курбаналійович Гуламов，1987年7月26日—2022年7月17日），阿塞拜疆族乌克兰军人，M2频道电视节目主持人。

## 生平
阿卜杜勒卡里姆·古拉莫夫于1987年7月26日出生在乌克兰基辅州奥布希夫。自2014年起参与俄乌战争。他曾在尼古拉耶夫州奥恰基夫的第73海军特种作战中心服役。
参与俄乌战争后，他在奥布希夫和布罗瓦尔军需部工作。
2018年至2021年，他在M2电视频道担任“军事热点榜”节目主持人。
他与安德烈·安东年科一起参加了公民行动。
自2022年俄罗斯入侵乌克兰后重回部队参战。他于2022年7月17日晚在赫尔松地区扎里奇内村触雷身亡。